# 11 Korpus Strzelecki (ZSRR)
11 Korpus Strzelecki (ros. 11-й стрелковый корпус)  – wyższy związek taktyczny Armii Czerwonej.

## Formowania i walki
Sformowany został w 1922 roku. W 1939 roku wchodził w skład 10 Armii i wraz z wojskami III Rzeszy i Słowacji od 17 września brał udział w ataku na Polskę. 
W 1941 roku, w czasie niemieckiego ataku na Związek Radziecki, korpusem należącym do 8 Armii dowodził gen. mjr Michaił Szumiłow. 
Prowadząc działania bojowe przeciw armii niemieckiej, w 1944 roku oddziały 11 KS dotarły na ziemie polskie. W ramach operacji wiślańsko-odrzańskiej 11 KS brał udział w walkach w rejonie Ustrzyk, Komańczy i Bielska-Białej, kończąc okupację niemiecką ziem polskich. W walkach o zdobycie Bielska-Białej wyróżnili się żołnierze z 271 DP dowodzonej przez płk Iwana Chomicza i 276 DP pod dowództwem gen. mjra Piotra Bieżki.

## Dowództwo korpusu
Dowódcy:
- gen. mjr Michaił Szumiłow[3]
- płk Nikolaj Jermiłow (12.02.1943 - 19.02.1943)
- gen. por. Michaił Zaporoszczenko (24.08.1944 - 11.05.1945)[5]

Szefowie sztabu:
- kombrig Iwan Krupiennikow[6]

## Struktura organizacyjna
Skład w 1939 roku:
jednostki korpuśne oraz
- 6 Dywizja Piechoty
- 121 Dywizja Piechoty
- 150 Dywizja Piechoty

Skład 22 czerwca 1941 roku:
- 11 Dywizja Piechoty
- 125 Dywizja Piechoty